# Israël (Bible)
Pour les articles homonymes, voir Israël (homonymie).
Israël est un nom hébreu attribué, selon la Bible hébraïque, au patriarche Jacob. Ses descendants sont appelés les « enfants d'Israël » ou « Israélites ».

## Usage
Israël apparaît pour la première fois dans la Bible hébraïque pour désigner le nouveau nom de Jacob, fils d'Isaac et petit-fils d'Abraham, au moment où il traverse le gué de Yabboq (Genèse 32, 22-29) et s'y bat avec un ange de Dieu qui lui dit : « Jacob ne sera plus désormais ton nom, mais bien Israël ; car tu as jouté (כִּי־שָׂרִית) contre des puissances célestes et humaines et tu es resté fort. » Jacob (Israël) a 12 fils, qui sont à l'origine des douze tribus d'Israël, et une fille (Dinah).
Ce mot désigne ensuite les Enfants d'Israël formant le peuple d'Israël, considéré dans la Bible comme le peuple élu pour porter et faire vivre la parole de Dieu.
Après la fuite de l'Égypte (Exode) et l'installation dans le pays de Canaan, se crée le royaume d'Israël dont la période la plus florissante est décrite sous le règne du roi Salomon, et qui regroupe les 12 tribus.
Par la suite, le royaume d'Israël se limite à la partie nord du territoire (10 tribus), tandis que le royaume de Juda (2 tribus) occupera le sud du territoire centré autour de Jérusalem et de son Temple.
On date la fin du royaume d'Israël lors de l'assaut des Assyriens en 721 av. J.-C. et la déportation de la population, et la fin du royaume de Juda en 597~586 av. J.-C. lorsque le roi de Babylone, Nabuchodonosor II, s'empare de Jérusalem.
À partir de ces dates, commence la diaspora juive. Le peuple juif ou peuple d'Israël reviendra de l'Exil de Babylone en Judée, retrouvera provisoirement son indépendance notamment sous la dynastie hasmonéenne, mais restera sous la tutelle d'autres peuples jusqu'à la destruction du second Temple de Jérusalem (en 70 de l'ère chrétienne), la prise de Massada (en 90) puis l'ultime révolte de Bar-Kokheba (écrasée par les Romains en 135) qui signe la disparition d'une terre pour le peuple d'Israël jusqu'à la création de l'État d'Israël en 1948.
Une autre population, les Samaritains, affirme également être d'ascendance israélite.

## Étymologie

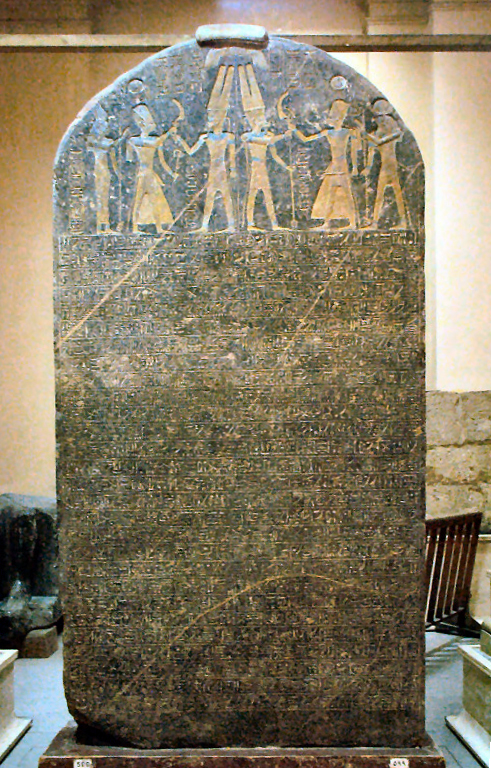
La stèle de Mérenptah (Musée égyptien du Caire)

La première mention d’Israël apparaît sur la stèle de Mérenptah vers 1200 av. J.-C. Cette stèle comporte un hymne célébrant la paix entre l’Égypte de Merenptah et Canaan :

« Canaan a été razzié de la pire manière. Ashqélôn a été enlevée. Gézer a été saisie. Yeno‘am est comme si elle n’avait pas existé. Israël est dévasté, sa semence n’existe plus. Huru est devenue une veuve du fait de l’Égypte… »

— Stèle de Mérenptah.
Israël ne désigne pas une région ou une localité mais apparaît sur cette stèle comme une population du pays de Canaan qui habitait sur les hauteurs de Judée. Une autre épigraphie égyptienne d’Israël plus ancienne (mention de IA-Sr-il/YA-Sr-il datée de 1350 av. J.-C.) mais moins bien attestée existe sur un piédestal dans le musée égyptien de Berlin.
La tradition biblique rapporte l’origine de ce nom dans le livre de la Genèse, quand le troisième des patriarches hébreux, Jacob, est renommé Israël (« Celui qui lutte avec Dieu » ou « Dieu est fort, Dieu triomphe ») après avoir combattu avec un ange de Dieu. Jacob étant considéré comme le père des douze tribus qui sortirent d’Égypte, la nation biblique constituée est connue sous le nom des « enfants d’Israël » ou « Israélites ». Cette étymologie populaire biblique repose sur un jeu de mots construit sur la racine hébreu : שרה ś-r-h (« battre, combattre » employé comme verbe à la troisième personne de la conjugaison à pré-formantes dans la forme du jussif) et l'élément théophore ʾĒl, signifiant « Qu’El combatte ». Cette racine ś-r-h souffre de nombreux problèmes. Elle est probablement une construction théologique de l'auteur biblique du passage de la Genèse au moment où il veut assimiler le dieu paisible El au dieu guerrier Yahweh. D'autres racines plus convaincantes car bien attestées dans la Bible sont proposées : hébreu : שׁרה ś-h-r-h (« protéger », donnant « Que El protège »), hébreu : ישר y-š-r (« être juste », donnant « Que El soit juste »), hébreu : שרר ś-r-'r (« régner, s’imposer comme maître »), l'étiologie d'Israël par ces racines suggérant les idéaux à cette époque d'une société cananéenne, une sorte de fédération de tribus vivant dans la montagne d'Éphraïm (en) et le territoire de Benjamin.
La première mention biblique d'Israël comme nation et non comme territoire, hormis Genèse 34:7 est dans Genèse 49:7.
En arabe, le terme Israël se décompose en deux mots: Isrâ (de la racine S R Y) = voyage dans l'obscurité, et îl (de la racine 'YL ou 'L) = Dieu.